# باول جونز (لاعب كرة قدم بريطاني)
باول جونز (بالإنجليزية: Paul Jones)‏ (13 مايو 1953 في المملكة المتحدة - ) هو لاعب كرة قدم بريطاني في مركز الدفاع. لعب مع أولدهام أثلتيك وبولتون واندررز وستوكبورت كونتي ونادي بلاكبول ونادي روتشديل وهدرسفيلد تاون.

## وصلات خارجية
- بول جونز على موقع قاعدة بيانات كرة القدم.إي يو (الإنجليزية)